# Hasbergen
Hasbergen est une municipalité allemande du land de Basse-Saxe et l'arrondissement d'Osnabrück.

## Population
Évolution de la population 

10 936 (31 décembre 2016)
10 944 (31 décembre 2017)
10 936 (30 septembre 2019)
11 024 (31 décembre 2021)
11 119 (31 décembre 2022)
11 018 (31 décembre 2023)

## Jumelages
| Ville | Ville     | Pays | Pays   | Période     |
| ----- | --------- | ---- | ------ | ----------- |
|       | Tomblaine |      | France | depuis 1987 |